# Partido Popular (México)
Partido Popular fue un partido político mexicano de ideología laborista en sus inicios y posteriormente adopta el apelativo de socialista y se convierte en marxista-leninista, siendo siempre un partido de izquierda. Fundado por Vicente Lombardo Toledano y Jorge Cruickshank García entre otros intelectuales y militantes de otros movimientos políticos de la época.
«Política. Mitin de "pepe". El miércoles 19 en la Arena México los organizadores del Partido Popular "pepe" de Vicente Lombardo Toledano celebraron un mitin público con la pretensión de definir lo que sería ese partido. Las palabras corrieron a torrentes, los conceptos marxistas afloraron en la elocuencia de los oradores; los ataques "al clero" y al "imperialismo yanqui", los insultos al actual lider de la CTM, las imprecaciones al PRI, las vivas a la URSS y al Partido Comunista dieron a la asamblea la temperatura necesaria para aplaudir y hervir de entusiasmo como cuando a la "masa" se le satisfacen sus apetitos. El "pepe" se definió con una serie de contradicciones válida de todos los métodos comunistas.» (La Nación, México DF, número 320, 24 de noviembre de 1947).

## Del PP al PPS
En 1960, el partido decide cambiar su ideología y transformarse en una organización marxista-leninista. Fue la única opción legalizada de izquierda hasta la legalización del Partido Comunista Mexicano en 1977.

## Candidatos a la Presidencia de la República
- (1952): Vicente Lombardo Toledano
- (1958): Adolfo López Mateos

- Datos: Q5413542